# Jean-Kévin Augustin
Jean-Kévin Augustin (Paris, 16 de junho de 1997) é um futebolista francês que atua como atacante. Atualmente está no Motor Lublin.

## Carreira
Estreou em 8 de abril de 2015, na vitória por 4–1 sobre o AS Saint-Étienne no Parc des Princes.

## Seleção Francesa
Foi campeão e artilheiro do Campeonato Europeu Sub-19 de 2016.

## Estatísticas
Atualizado até 11 de março de 2018.

### Clubes
| Equipe                 | Temporada         | Campeonato nacional | Campeonato nacional | Copas nacionais | Copas nacionais | Competições continentais | Competições continentais | Outros torneios | Outros torneios | Total | Total |
| Equipe                 | Temporada         | Jogos               | Gols                | Jogos           | Gols            | Jogos                    | Gols                     | Jogos           | Gols            | Jogos | Gols  |
| ---------------------- | ----------------- | ------------------- | ------------------- | --------------- | --------------- | ------------------------ | ------------------------ | --------------- | --------------- | ----- | ----- |
| Paris Saint-Germain II | 2014–15           | 18                  | 6                   | —               | —               | —                        | —                        | —               | —               | 18    | 6     |
| Paris Saint-Germain II | 2015–16           | 8                   | 6                   | —               | —               | —                        | —                        | —               | —               | 8     | 6     |
| Paris Saint-Germain II | 2016–17           | 11                  | 10                  | —               | —               | —                        | —                        | —               | —               | 11    | 10    |
| Paris Saint-Germain II | Total             | 37                  | 22                  | —               | —               | —                        | —                        | —               | —               | 37    | 22    |
| Paris Saint-Germain    | 2014–15           | 0                   | 0                   | 1               | 0               | —                        | —                        | —               | —               | 1     | 0     |
| Paris Saint-Germain    | 2015–16           | 13                  | 1                   | 2               | 0               | 1                        | 0                        | 1               | 0               | 17    | 1     |
| Paris Saint-Germain    | 2016–17           | 10                  | 1                   | 2               | 0               | 1                        | 0                        | 0               | 0               | 13    | 1     |
| Paris Saint-Germain    | Total             | 23                  | 2                   | 5               | 0               | 2                        | 0                        | 1               | 0               | 31    | 2     |
| RB Leipzig             | 2017–18           | 19                  | 6                   | 1               | 0               | 8                        | 1                        | 0               | 0               | 28    | 7     |
| RB Leipzig             | Total             | 19                  | 6                   | 1               | 0               | 8                        | 1                        | 0               | 0               | 28    | 7     |
| Total na carreira      | Total na carreira | 79                  | 30                  | 6               | 0               | 10                       | 1                        | 1               | 0               | 96    | 31    |

### Seleção Francesa
Expanda a caixa de informações para conferir todos os jogos deste jogador, pela sua seleção nacional.
Sub-17
|    | Data                   | Local                  | Resultado | Adversário | Gol(s) | Competição |
| -- | ---------------------- | ---------------------- | --------- | ---------- | ------ | ---------- |
| 1. | 10 de setembro de 2013 | Bannikov Stadium, Kiev | 0–0       | Ucrânia    | 0      | Amistoso   |
| 2. | 12 de setembro de 2013 | Bannikov Stadium, Kiev | 2–0       | Ucrânia    | 0      | Amistoso   |

Sub-18
|    | Data                  | Local                         | Resultado | Adversário | Gol(s) | Competição         |
| -- | --------------------- | ----------------------------- | --------- | ---------- | ------ | ------------------ |
| 1. | 8 de outubro de 2014  | Stade Beaublanc, Limoges      | 1–1       | Canadá     | 1      | Torneio de Limoges |
| 2. | 10 de outubro de 2014 | Stade Beaublanc, Limoges      | 1–3       | Uruguai    | 0      | Torneio de Limoges |
| 3. | 12 de outubro de 2014 | Stade Beaublanc, Limoges      | 2–0       | Ucrânia    | 0      | Torneio de Limoges |
| 4. | 27 de março de 2015   | Stade Omnisports, Sarre-Union | 1–2       | Alemanha   | 0      | Amistoso           |

Sub-19
|     | Data                  | Local                           | Resultado | Adversário     | Gol(s) | Competição                |
| --- | --------------------- | ------------------------------- | --------- | -------------- | ------ | ------------------------- |
| 1.  | 4 de setembro de 2015 | Stadion Senta, Senta            | 6–1       | Estados Unidos | 0      | Amistoso                  |
| 2.  | 7 de setembro de 2015 | Subotica City Stadium, Subotica | 0–1       | Ucrânia        | 0      | Amistoso                  |
| 3.  | 7 de outubro de 2015  | Municipal, Saint-Paul-lès-Dax   | 3–1       | Liechtenstein  | 1      | Elim. Europeu Sub-19 2016 |
| 4.  | 9 de outubro de 2015  | André Darrigade, Dax            | 9–0       | Gibraltar      | 3      | Elim. Europeu Sub-19 2016 |
| 5.  | 12 de outubro de 2015 | L'Argenté, Mont-de-Marsan       | 1–1       | Países Baixos  | 1      | Elim. Europeu Sub-19 2016 |
| 6.  | 24 de março de 2016   | Gradski, Jagodina               | 1–0       | Montenegro     | 0      | Elim. Europeu Sub-19 2016 |
| 7.  | 26 de março de 2016   | Gradski, Jagodina               | 4–0       | Dinamarca      | 0      | Elim. Europeu Sub-19 2016 |
| 8.  | 29 de março de 2016   | Cika Daca, Kragujevac           | 1–0       | Sérvia         | 0      | Elim. Europeu Sub-19 2016 |
| 9.  | 12 de julho de 2016   | Voith-Arena, Heidenheim         | 1–2       | Inglaterra     | 1      | Europeu Sub-19 2016       |
| 10. | 15 de julho de 2016   | Städtisches Waldstadion, Aalen  | 2–0       | Croácia        | 1      | Europeu Sub-19 2016       |
| 11. | 18 de julho de 2016   | Städtisches Waldstadion, Aalen  | 5–1       | Países Baixos  | 3      | Europeu Sub-19 2016       |
| 12. | 21 de julho de 2016   | Carl-Benz-Stadion, Mannheim     | 3–1       | Portugal       | 0      | Europeu Sub-19 2016       |
| 13. | 24 de julho de 2016   | Rhein-Neckar-Arena, Sinsheim    | 4–0       | Itália         | 1      | Europeu Sub-19 2016       |

Sub-21
|    | Data                  | Local                       | Resultado | Adversário       | Gol(s) | Competição                |
| -- | --------------------- | --------------------------- | --------- | ---------------- | ------ | ------------------------- |
| 1. | 2 de setembro de 2016 | Obolon Arena, Kiev          | 0–1       | Ucrânia          | 0      | Elim. Europeu Sub-21 2017 |
| 2. | 6 de setembro de 2016 | Stade Michel d'Ornano, Caen | 2–0       | Islândia         | 0      | Elim. Europeu Sub-21 2017 |
| 3. | 6 de outubro de 2016  | Stade Océane, Le Havre      | 5–1       | Geórgia          | 1      | Amistoso                  |
| 4. | 11 de outubro de 2016 | Parque de Windsor, Belfast  | 3–1       | Irlanda do Norte | 2      | Elim. Europeu Sub-21 2017 |

## Títulos
Paris Saint-Germain
- Ligue 1: 2015–16
- Copa da França: 2015–16, 2016–17
- Copa da Liga Francesa: 2015–16, 2016–17
- Supercopa da França: 2015, 2016

Seleção Francesa
- Campeonato Europeu Sub-19: 2016

### Prêmios individuais
- 40 jovens promessas do futebol mundial de 2014[27]
- 50 jovens promessas do futebol mundial de 2016[28]
- Jogador de ouro do Campeonato Europeu Sub-19 de 2016[29]
- Equipe do torneio do Campeonato Europeu Sub-19 de 2016[30]
- 30º melhor jogador sub-21 de 2016 (FourFourTwo)[31]
- Chuteira de Bronze da Copa do Mundo FIFA Sub-20: 2017

### Artilharias
- Campeonato Europeu Sub-19 de 2016 (6 gols)